# 海南氏魚
海南氏魚，為輻鰭魚綱水珍魚目小口兔鮭科的其中一種，為深海魚類，分布於西南大西洋至中東太平洋海域，棲息深度0-2000公尺，體長可達10.8公分，棲息在中層水域，生活習性不明。